# Gamaches
Gamaches település Franciaországban, Somme megyében. Lakosainak száma 2421 fő (2022. január 1.). Gamaches Incheville, Longroy, Monchaux-Soreng, Beauchamps, Bouillancourt-en-Séry, Bouttencourt, Buigny-lès-Gamaches, Embreville és Tilloy-Floriville községekkel határos.

## Népesség
A település népességének változása:
| Lakosok száma | 2687 | 2643 | 2694 | 2548 | 2501 | 2480 | 2461 | 2443 | 2421 |
|               | 2013 | 2015 | 2016 | 2017 | 2018 | 2019 | 2020 | 2021 | 2022 |